# 시마누키 준
시마누키 준(일본어: 島貫 純, 1988년 8월 7일 ~ )는 일본의 전 축구 선수이다.

## 구단 경력
과거 미토 홀리호크에서 활동하였다.